# Raimo Pärssinen
Raimo Tapio Pärssinen, född 5 april 1956 i Jalasjärvi i Finland, är en svensk politiker (socialdemokrat), som var ordinarie riksdagsledamot 1998–2018 (även ersättare 1992 och 1996). Han var ordförande för riksdagens arbetsmarknadsutskott 2014–2018.
Raimo Pärssinen flyttade med sin familj från Finland till Bispgården i Jämtland 1956. Efter gymnasiestudier i Sollefteå flyttade Pärssinen 1976 till Hofors där han bodde fram till 2010. Han flyttade därefter till sin nuvarande bostadsort, Gävle. Pärssinen är till yrket metallarbetare.